# محوطه خرابه‌های تلو
محوطه خرابه‌های تلو مربوط به دوران‌های تاریخی پس از اسلام تا دوره ایلخانی است و در شهرستان طالقان ، روستای شهرک واقع شده و این اثر در تاریخ ۱۲ بهمن ۱۳۸۱ با شمارهٔ ثبت ۷۰۶۳ به‌عنوان یکی از آثار ملی ایران به ثبت رسیده است.